# ŠK Prievidza
Šachový klub Prievidza – klub szachowy z siedzibą w Prievidzy, mistrz Słowacji z 2010 roku.

## Historia
Klub został założony w 1926 roku i z września tegoż roku pochodzi pierwsza prasowa wzmianka o nim, którą umieściła gazeta „Náš kraj”. Popularyzacja szachów w regionie nastąpiła w 1933 roku, kiedy w Prievidzy pokazów symultanicznych udzielili Aleksandr Alechin i Salomon Flohr. Po II wojnie światowej klub rozwijał się, a wielu szachistów z regionu stanowiło czołówkę krajową.
W 1998 roku klub zadebiutował w słowackiej Extralidze, jednak w 2002 roku spadł z niej. W 2009 roku zespół powrócił do najwyższej słowackiej klasy rozgrywek. W sezonie 2009/2010 w jego składzie znajdowali się m.in. Vlastimil Babula, Igor Štohl, Tomáš Polák i Tomáš Likavský, a klub z Prievidzy zdobył wówczas mistrzostwo kraju. W 2010 roku klub zadebiutował w Pucharze Europy, zajmując 32. miejsce. W 2012 roku nastąpił ponowny spadek z ligi.